# Zenel Bastari
Zenel Bastari, eredetileg Zenel Hyka (Bastar, 18. század vége – 19. század) albán költő, a muzulmán tradíciójú bejtedzsi irodalom alakja.
Bektási családban, a Tirana melletti Bastar faluban született, és ott dolgozott fegyverkovácsként. 1831-ben még bizonyítottan élt, mert egyik versében említést tesz az ez évben elhunyt helyi notabilitás, Shemsedin Shemimiu haláláról.
Mintegy kétszáz strófányi költeménye ismert, köztük filozofikus, tréfás és szerelmes, illetve kisebb számban vallásos versek. Költői látásmódja Hasan Zyko Kamberiéhez hasonlóan társadalmi érzékenységről tanúskodik: kedvenc témái az egyszerű ember elnyomattatása, a feudalizmus igazságtalanságai. Tréfás verseiben a keresztény és muzulmán papokról, gyarlóságaikról és álszentségeikről festett karikaturisztikus képet. Szerelmi lírája a keleti hagyományoknak megfelelően inkább csak jelképes, bővelkedik metaforákban és allegóriákban (például a nőt többnyire a gazella személyesíti meg). Bastari vallásos verseiben a bektási hit panteista miszticizmusa jelenik meg.